# 1944 独ソ・エストニア戦線
『1944 独ソ・エストニア戦線』（いちきゅうよんよん どくそ・えすとにあせんせん、原題：1944）は、2015年のエストニアの戦争映画である。
エルモ・ニュカネンが監督し、2015年2月にベルリンで初公開された。第88回アカデミー外国語映画賞にエストニアから送付されたが、ノミネートには至らなかった。
時代背景は1944年に設定され、7月25日のタンネンベルク線の戦いから、10月から11月のサーレマー島のテフマルディの戦いまでを、対立するナチス・ドイツ武装親衛隊第20SS武装擲弾兵師団とソビエト赤軍第8エストニア狙撃師団の両軍に属して戦うエストニアの兵士を通じて描く。戦争それ自体ではなく、戦争に巻き込まれたエストニアの兵士を描いた作品である。

## キャスト
| 出演者                    | 役                                     |
| ------------------------- | -------------------------------------- |
| et:Kaspar Velberg         | カール・タミク（Karl Tammik）          |
| et:Kristjan Üksküla       | ユーリ・ヨギ（Jüri Jõgi）              |
| et:Maiken Schmidt         | アイノ・タミク（Aino Tammik）          |
| et:Gert Raudsep           | Ants Saareste                          |
| et:Ain Mäeots             | ヴィーレス大尉（Captain Evald Viires） |
| et:Peeter Tammearu        | Partorg (Kreml)                        |
| et:Märt Pius              | Käärの兄弟                             |
| et:Priit Pius             | Käärの兄弟                             |
| et:Hendrik Toompere jr jr | Kristjan Põder                         |
| et:Kristjan Sarv          | Abram Joffe                            |
| et:Rain Simmul            | Prohhor Sedõhh                         |
| et:Martin Mill            | Alfred Tuul                            |
| et:Ivo Uukkivi            | Rudolf Kask                            |

## 製作
「青い丘」として知られるen:Sinimäed Hillsで2013年10月から2014年のイースターにかけて最初の撮影が行われた。続いて、2014年夏より撮影が再開された。
製作資金は私的な投資に加え、エストニア映画協会、エストニア国防省、エストニア文化基金によって賄われた。

## 反応
インターネット・ムービー・データベースでは、1005人の投票で平均7.5/10のスコアを残した。

### 観客動員
エストニアでは、大きな成功を収めた。公開初の週末観客動員数は19,030人を記録し、2002年のバルト大攻防戦の15,611人を上回る新記録となった。さらに、初週の観客動員は44,879人で、これもエストニア映画としては新記録となった。エストニアでの2015年の動員数は、115,599人となったが、これはエストニア映画としては同年最高であり、全体でもミニオンズに次ぐ2位を記録、売り上げでも4位となっている。